# Beerenberg

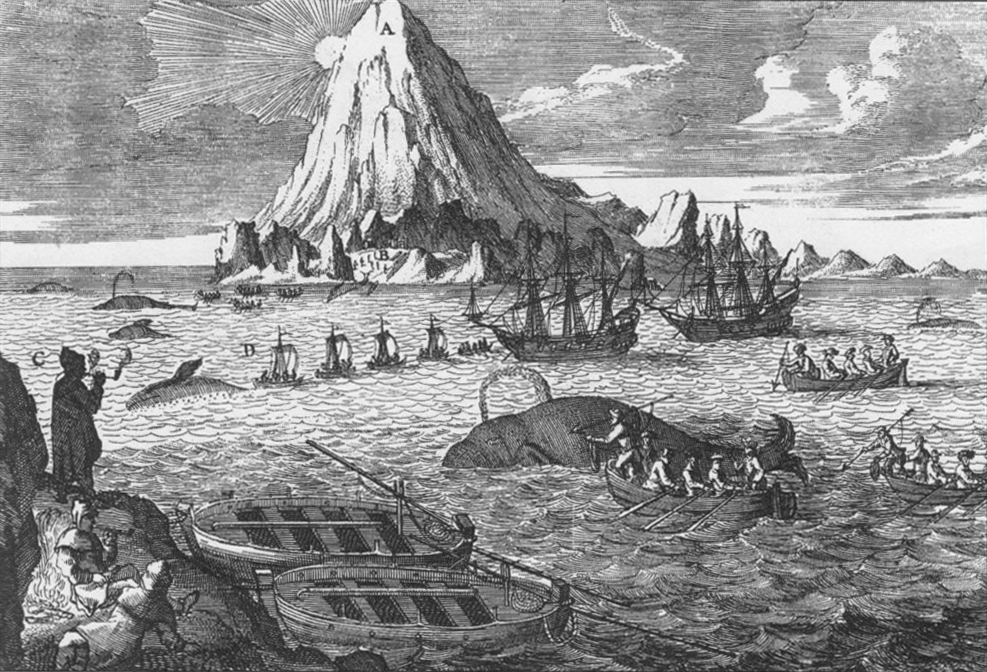
Beerenberg – rycina z XVIII w

Beerenberg lub Haakon VII Toppen (pol. Szczyt Haakona VII) – aktywny wulkan (stratowulkan) w północno-wschodniej części wyspy Jan Mayen, drugi pod względem wysokości w Europie (po Etnie). W znacznej części jest on pokryty lodowcem. Wulkan ten wznosi się około 3500 metrów ponad dnem morskim.
Do jego erupcji doszło ostatnio w 1985, towarzyszyło jej trzęsienie ziemi o sile 5 stopni w skali Richtera. Wcześniejsze erupcje odnotowano w latach 1732 i 1818.
Krater wulkanu ma około kilometra średnicy.
U stóp wulkanu leży opuszczona wieś o tej samej nazwie, która jest jedyną znaną osadą w historii wyspy.
Pierwszego polskiego wejścia na Beerenberg dokonali w 2003 Piotr Kuźniar i Bogusław Cenian.